# تور ایمنی اجتماعی
تورهای ایمنی اجتماعی یا تورهای ایمنی اقتصادی اجتماعی برنامه‌هایی هستند برای انتقال پول به فقرا یا افراد آسیب پذیر در برابر شوک و فقر بدون اخذ پول از آنها است با هدف بازداشتن آنان از رفتن به پایین‌تر از سطحی معین از فقر. برنامه‌های ایمنی اجتماعی ممکن است از سوی بخش دولتی (دولت و اهداکنندگان کمک) یا از سوی بخش خصوصی (سازمان مردم‌نهاد، شرکت‌های خصوصی، سازمان خیریه، و انتقال سرمایه غیررسمی خانوادگی) انجام شود. تورهای ایمنی اجتماعی عبارتند از:
- انتقال نقدی
- برنامه‌های غذا-بنیان نظیر کوپن‌های غذا
- کمک غیر نقدی نظیر اجناس مدرسه و البسه
- انتقال نقدی مشروط
- یارانهٔ قیمتی برای غذا، برق یا حمل و نقل عمومی
- کارهای عمومی
- معافیت از عوارض و تسهیلات در خصوص بهداشت، تحصیلات و آب و برق